# Charlie Chan
Charlie Chan est un personnage de fiction créé en 1925 par Earl Derr Biggers. C'est un détective américain d'origine chinoise . Il est le héros de six romans, de près de cinquante films, et de bandes dessinées, de feuilletons radiophoniques, de dessins animés et de jeux de société.

### ParEarl Derr Biggers
- The House Without a Key (1925) Publié en français sous le titre Charlie Chan revient, Paris, Éditions des Loisirs, coll. Le Yard, 1939. Publié en français sous le titre La Maison sans clef, Paris, Opta, coll. Club de livre policier, 1966 ; réédition, Bruxelles, Gérard, coll. Marabout BMno 390, 1971 ; réédition, Paris, Éditions L'Instant, coll. L'Instant noir, 1987 ; réédition dans Charlie Chan, Paris, Robert Laffont, coll. Bouquins, 1993.
- The Chinese Parrot (1926) Publié en français sous le titre Le Perroquet chinois, Paris, Perrin, 1932 ; réédition, Paris, Opta, coll. Club du livre policier, 1964 ; réédition, Bruxelles, Gérard, Marabout BMno 375, 1971 ; réédition, Paris, Éditions L'Instant, coll. L'Instant noir, 1987 ; réédition dans Charlie Chan, Paris, Robert Laffont, coll. Bouquins, 1993. Publié en français dans une nouvelle traduction sous le titre Le Perroquet chinois, Paris, Librairie des Champs-Élysées, coll. Le Masque, 1983.
- Behind That Curtain (1928) Publié en français sous le titre Derrière ce rideau, Paris, Perrin, 1930 ; réédition, Paris, Opta, coll. Club du livre policier, 1964 ; réédition, Bruxelles, Gérard, Marabout BMno 382, 1971 ; Paris, Éditions L'Instant, coll. L'Instant noir, 1987, Charlie Chan, Paris, Robert Laffont, coll. Bouquins, 1993.
- The Black Camel (1929) Publié en français sous le titre Charlie Chan à Honolulu, Paris, Nouvelle Revue Critique, coll. L'Empreinte no 149, 1938 Publié en français sous le titre Le Chameau noir, Paris, Opta, Le Club du livre policier, 1966 ; réédition, Bruxelles, Gérard, coll. Marabout BMno 395, 1972 ; réédition, Paris, Éditions L'Instant, coll. L'Instant noir, 1987 ; réédition dans Charlie Chan, Paris, Robert Laffont, coll. Bouquins, 1993.
- Charlie Chan Carries On (1930) Publié en français sous le titre Un policier chinois, Paris, Nouvelle Revue Critique, coll. L'Empreinte no 4, 1932 Publié en français sous le titre Charlie Chan à la rescousse, Paris, Opta, coll. Club du livre policier, 1968 ; réédition, Bruxelles, Gérard, coll. Marabout BMno 386 1971 ; Paris, Éditions L'Instant, coll. L'Instant noir, 1987 ; réédition dans Charlie Chan, Paris, Robert Laffont, coll. Bouquins, 1993.
- Keeper of the Keys (1932) Publié en français sous le titre Le Gardien des clefs, Paris, Nouvelle Revue Critique, L'Empreinte no 166, 1939 ; réédition, Paris, Opta, coll. Club du livre policier, 1968 ; réédition, Bruxelles, Gérard, coll. Marabout BMno 378, 1971 ; réédition, Paris, Éditions L'Instant, coll. L'Instant noir, 1987 ; réédition dans Charlie Chan, Paris, Robert Laffont, coll. Bouquins, 1993.

### Par d'autres écrivains
- Charlie Chan Returns (1974) par Dennis Lynds, sous le pseudonyme de Michael Collins, adaptation en roman du téléfilm
- Charlie Chan and the Curse of the Dragon Queen (1981) par Michael Avallone, adaptation en roman du film.
- Charlie Chan in the Pawns of Death par Bill Pronzini
- Charlie Chan in The Temple of the Golden Horde par Michael Collins
- Meeting at Midnight par Guy Belleranti

## Filmographie

### Premiers films de Chan
- The House Without a Key (1926) (considéré comme perdu)
- Le Perroquet chinois (1927) (considéré comme perdu)
- Behind That Curtain (1929)

### AvecWarner Oland
- Charlie Chan Carries On (1931) (considéré comme perdu)
- The Black Camel (1931)
- Charlie Chan's Chance (1932) (considéré comme perdu)
- Charlie Chan's Greatest Case (1933) (considéré comme perdu)
- Charlie Chan's Courage (1934) (considéré comme perdu)
- Charlie Chan in London (1934)
- Charlie Chan in Paris (1935)
- Charlie Chan en Égypte (Charlie Chan in Egypt) (1935)
- Charlie Chan à Shanghaï (Charlie Chan in Shanghai) de (1935)
- Le Secret de Charlie Chan (Charlie Chan's Secret) (1936)
- Charlie Chan at the Circus (1936)
- Charlie Chan aux courses (Charlie Chan at the Race Track) (1936)
- Charlie Chan à l'Opéra (Charlie Chan at the Opera) (1936)
- Charlie Chan aux jeux olympiques (Charlie Chan at the Olympics) (1937)
- Charlie Chan à Broadway (Charlie Chan on Broadway) (1937)
- Charlie Chan at Monte Carlo (1938)

### AvecSidney Toler
- Charlie Chan à Honolulu (1938)
- Charlie Chan à Reno (1939)
- Charlie Chan et l'Île au trésor (1939)
- Dans la cité obscurcie (1939)
- La Croisière meurtrière (1940)
- Charlie Chan au Musée de cire (1940)
- Charlie Chan au Panama (Charlie Chan in Panama) (1940)
- Murder Over New York (1940)
- Dead Men Tell (1941)
- Charlie Chan in Rio (1941)
- Castle in the Desert (1942)
- Charlie Chan in the Secret Service (1944)
- The Chinese Cat (1944)
- Black Magic (1944, par la suite renommé en Meeting at Midnight)
- Le Cobra de Shanghaï (1945)
- The Red Dragon (1945)
- Charlie Chan sur la piste sanglante (The Scarlet Clue) (1945)
- Le Masque étrange (1945)
- Dangerous Money (1946)
- Dark Alibi (1946)
- Shadows over Chinatown (1946)
- The Trap (film, 1946) (en) (1946)

### AvecRoland Winters
- The Chinese Ring (1947)
- Docks of New Orleans (1948)
- Shanghai Chest (1948)
- The Golden Eye (1948)
- The Feathered Serpent (1948)
- Charlie Chan et le Dragon volant (Sky Dragon) (1949)

### AvecPeter Ustinov
- Charlie Chan and the Curse of the Dragon Queen (1981)

## Comics
Entre 1938 et 1942, Charlie Chan est adapté en comic strip par Alfred Andriola, assisté par Charles Raab, pour le McNaught Syndicate.